# Rhinophylla fischerae
Rhinophylla fischerae es una especie de murciélago de la familia Phyllostomidae.

## Distribución geográfica
Se encuentra en Brasil, Perú Ecuador, Colombia y Venezuela.